# دوري كرة القدم الإنجليزي 1968–69
دوري كرة القدم الإنجليزي 1968–69 (بالإنجليزية: 1968–69 Football League First Division)‏ هو موسم من دوري كرة القدم الإنجليزي. أقيم خلال الفترة 10 أغسطس 1968 وحتى 17 مايو 1969، وفاز فيه ليدز يونايتد.